# Sarai Samartin
Sarai Samartin Lago (Mos, 23 de marzo de 1995) es una jugadora de balonmano española que juega de extremo en el Club Balonmano Porriño y la selección española. En varios diarios se recoge su nombre como Sarai Sanmartín.

## Trayectoria
Sarai es la capitana, además de canterana, del Club Balonmano Porriño. Extremo izquierda en la actualidad, defiende en el centro de la defensa gracias al inicio de su carrera como lateral. Durante sus primeros años como jugadora hacía el cambio ataque-defensa y, posteriormente, evolucionó, tras una lesión, a una jugadora con gran potencia defensiva. La lesión de Thais Fermo en el extremo le hizo recolocarse en esa posición.
En la temporada 2022/23 consiguió la mejor clasificación histórica con su club, llegando a la 5.ª posición en la liga regular y, en la 2023/24, llegó a las semifinales de la competición nacional, lo que le abrió las puertas a la competición europea.
Debutó en Europa contra el SSV Brixen Südtirol, en un doble enfrentamiento en la primera ronda de la EHF European Cup 2024/25, en el primer partido de la historia del club español en la competición y anotó su primer tanto en el partido de ida de la fase. Fue miembro de aquel histórico Porriño que llegó a proclamarse subcampeona de la EHF European Cup 2024/25. Tras ello se anunció su salida al Sporting La Rioja.

### Selección española
Debutó el 7 de julio de 2017 en una serie de partidos amistosos ante Rumanía y marcó su primer gol con las Guerreras dos días más tarde, el 9 de julio de 2017, en Huesca. Susana Pareja la llamó para varias concentraciones, compartiendo selección con Silvia Arderius, Merche Castellanos, Estela Doiro, Ivet Musons o Paula García.

## Vida
Entre sus referentes, su excompañera, la internacional española Isabel Bastero, la gallega Begoña Fernández y Cecilia Cacheda.